# اسماء محفوظ
اسماء محفوظ (عربی: أسماء محفوظ) یک فعال حقوق بشر اهل مصر است. وی یکی از بنیانگذاران جنبش ۶ آوریل می‌باشد.
او همراه با منی الطحاوی روزنامه‌نگار و دیگران با کمک به قیام گسترده‌ای از طریق وبلاگ ویدئویی خود یک هفته قبل از آغاز انقلاب ۲۰۱۱ مصر پرداخت. او یکی از اعضای برجسته ائتلاف جوانان انقلاب مصر و یکی از رهبران انقلاب مصر است.

## زندگی‌نامه
اسماء در تاریخ ۱ فوریه ۱۹۸۵ در مصر متولد شد و از دانشگاه قاهره با مدرک کارشناسی ارشد مدیریت بازرگانی فارغ‌التحصیل شد. او بعداً به چندین جوان مصری پیوست و در پیوند با جنبش جوانان ۶ آوریل بود. او در حال حاضر برای یک شرکت کامپیوتری کار می‌کند.

## جوایز
اسماء برنده جایزه ساخاروف در سال ۲۰۱۱ شد.